# Rally van Zweden 1981
De Rally van Zweden 1981, formeel 31st International Swedish Rally, was de 31e editie van de Rally van Zweden en de tweede ronde van het wereldkampioenschap rally in 1981. Het was de 89e rally in het wereldkampioenschap rally die georganiseerd wordt door de Fédération Internationale de l'Automobile (FIA). De start en finish was in Karlstad.

## Programma
| Etappe | Datum                | Klassementsproeven | Competitieve afstand |
| ------ | -------------------- | ------------------ | -------------------- |
| 1      | Vrijdag 13 februari  | n.b.               | n.b.                 |
| 2      | Zaterdag 14 februari | n.b.               | n.b.                 |
| 3      | Zondag 15 februari   | n.b.               | n.b.                 |
|        |                      |                    |                      |
| Totaal | Totaal               | 25                 | 369,00 kilometer     |

- Noot: Indeling en lengtes van de klassementsproeven over de etappes is onbekend.

## Resultaten
| Algemene top tien | Algemene top tien | Algemene top tien     | Algemene top tien              | Algemene top tien | Algemene top tien | Algemene top tien | Algemene top tien |
| Pos.              | #                 | Rijder                | Auto                           | Gr/kl             | Tijd              | Eerste            | Punten            |
| Pos.              | #                 | Navigator             | Inschrijving                   | Gr/kl             | Straftijd         | Vorige            | Punten            |
| ----------------- | ----------------- | --------------------- | ------------------------------ | ----------------- | ----------------- | ----------------- | ----------------- |
| 1.                | 2                 | Hannu Mikkola         | Audi quattro                   | 4/4               | 3:48:07           | 0:00              | 20                |
| 1.                | 2                 | Arne Hertz            | Audi Sport                     | 4/4               |                   | =                 | 20                |
| 2.                | 4                 | Ari Vatanen           | Ford Escort RS1800             | 4/3               | 3:50:00           | + 1:53            | 15                |
| 2.                | 4                 | David Richards        | Rothmans Rally Team            | 4/3               |                   | + 2:54            | 15                |
| 3.                | 8                 | Pentti Airikkala      | Ford Escort RS1800             | 4/3               | 3:51:47           | + 3:40            | 12                |
| 3.                | 8                 | Risto Virtanen        | Rothmans Rally Team            | 4/3               |                   | + 1:47            | 12                |
| 4.                | 1                 | Anders Kulläng        | Opel Ascona 400                | 4/4               | 3:53:12           | + 5:05            | 10                |
| 4.                | 1                 | Bruno Berglund        | Publimmo Racing                | 4/4               |                   | + 1:25            | 10                |
| 5.                | 3                 | Stig Blomqvist        | Saab 99 Turbo                  | 2/4               | 3:53:37           | + 5:30            | 8                 |
| 5.                | 3                 | Björn Cederberg       | Publimmo Racing / Team Clarion | 2/4               |                   | + 0:25            | 8                 |
| 6.                | 7                 | Björn Johansson       | Opel Ascona 400                | 4/4               | 3:54:38           | + 6:31            | 6                 |
| 6.                | 7                 | Sven-Erik Andersson   | Dealer Opel Team Sweden        | 4/4               |                   | + 1:01            | 6                 |
| 7.                | 9                 | Lasse Lampi           | Ford Escort RS1800             | 4/3               | 3:57:26           | + 9:19            | 4                 |
| 7.                | 9                 | Pentti Kuukkala       | Lasse Lampi                    | 4/3               |                   | + 2:48            | 4                 |
| 8.                | 12                | Ola Strömberg         | Saab 99 EMS                    | 2/3               | 4:00:31           | + 12:24           | 3                 |
| 8.                | 12                | Hansjöran Ericson     | Team Clarion                   | 2/3               |                   | + 3:05            | 3                 |
| 9.                | 5                 | Per Eklund            | Porsche 911 SC                 | 4/4               | 4:00:39           | + 12:32           | 2                 |
| 9.                | 5                 | Ragnar Spjuth         | Publimmo Racing / Team Clarion | 4/4               |                   | + 0:08            | 2                 |
| 4.                | 29                | Sören Nilsson         | Datsun 160J                    | 2/3               | 4:09:48           | + 21:41           | 1                 |
| 4.                | 29                | Anders Olsson         | Team Datsun Sweden             | 2/3               |                   | + 9:09            | 1                 |
| DNF top tien      |                   |                       |                                |                   |                   |                   |                   |
| Pos.              | #                 | Rijder                | Auto                           | Gr/kl             | KP                | Reden             | Reden             |
| Pos.              | #                 | Navigator             | Inschrijving                   | Gr/kl             | KP                | Reden             | Reden             |
| DNF               | 10                | Ingvar Carlsson       | BMW 323i                       | 2/4               | 19                | Wielophanging     | Wielophanging     |
| DNF               | 10                | Sven-Roine Hasselberg | Publimmo Racing                | 2/4               | 19                | Wielophanging     | Wielophanging     |
| DNF               | 11                | Kyösti Hämäläinen     | Ford Escort RS                 | 2/3               | 19                | Ongeluk           | Ongeluk           |
| DNF               | 11                | Juhani Korhonen       | VMJ Racing                     | 2/3               | 19                | Ongeluk           | Ongeluk           |
| DNF               | 16                | Bror Danielsson       | Ford Escort RS1800             | 4/3               | 17                | Achteras          | Achteras          |
| DNF               | 16                | Ola Hellgren          | Publimmo Racing                | 4/3               | 17                | Achteras          | Achteras          |
| DNF               | 18                | Lasse Jönsson         | Porsche 911 S                  | 4/4               | 2                 | Versnellingsbak   | Versnellingsbak   |
| DNF               | 18                | Ulf Sundberg          | Lasse Jönsson                  | 4/4               | 2                 | Versnellingsbak   | Versnellingsbak   |
| DNF               | 22                | Jan Hagman            | Ford Escort RS1800             | 4/3               | 4                 | Motor             | Motor             |
| DNF               | 22                | Mats Matsson          | Jan Hagman                     | 4/3               | 4                 | Motor             | Motor             |
| DNF               | 25                | Kalle Grundel         | Saab 99 Turbo                  | 2/4               | 12                | Turbine           | Turbine           |
| DNF               | 25                | Leif Lindberg         | Kalle Grundel                  | 2/4               | 12                | Turbine           | Turbine           |
| DNF               | 26                | Gunnar Fagerlind      | Talbot Sunbeam Lotus           | 2/4               | 15                | Wielbouten        | Wielbouten        |
| DNF               | 26                | Christer Gustavsson   | Gunnar Fagerlind               | 2/4               | 15                | Wielbouten        | Wielbouten        |
| DNF               | 27                | Erik Johansson        | Saab 99 Turbo                  | 2/4               | 1                 | Ongeluk           | Ongeluk           |
| DNF               | 27                | Conny Proos           | Erik Johansson                 | 2/4               | 1                 | Ongeluk           | Ongeluk           |

## Statistieken
- Noot: Overzicht van de klassementsproeven en betreffende winnaars zijn onbekend.

| KP overwinningen | KP overwinningen |
| Rijder           | Aantal           |
| ---------------- | ---------------- |
| Hannu Mikkola    | 15               |
| Ari Vatanen      | 5                |
| Pentti Airikkala | 3                |
| Stig Blomqvist   | 1                |
| Björn Johansson  | 1                |
| Ola Strömberg    | 1                |

## Kampioenschap standen

#### Rijders
|    | Pos. | Rijder         | Pnt. |
| -- | ---- | -------------- | ---- |
| 10 | 1    | Hannu Mikkola  | 20   |
| 1  | 2    | Jean Ragnotti  | 20   |
| 1  | 3    | Anders Kulläng | 20   |
| 2  | 4    | Guy Fréquelin  | 15   |
| 5  | 5    | Ari Vatanen    | 15   |

#### Constructeurs
|   | Pos. | Constructeur | Pnt. |
| - | ---- | ------------ | ---- |
| = | 1    | Renault      | 18   |
| = | 2    | Talbot       | 17   |
| = | 3    | Opel         | 15   |
| = | 4    | Lancia       | 10   |
| = | 5    | Fiat         | 8    |

- Noot: Enkel de top 5-posities worden in beide standen weergegeven.